# Piazza della Repubblica (Ancona)
Piazza della Repubblica, conosciuta più comunemente come piazza del Teatro o delle Muse, è una delle quattro piazze principali di Ancona, le altre sono piazza del Plebiscito, o del Papa, piazza Roma e piazza Cavour. È situata nel rione San Pietro ed è affacciata sul porto.
Su di essa si affacciano alcuni tra i più importanti monumenti cittadini: il Teatro delle Muse e la chiesa del Santissimo Sacramento.

## Chiesa del Santissimo Sacramento

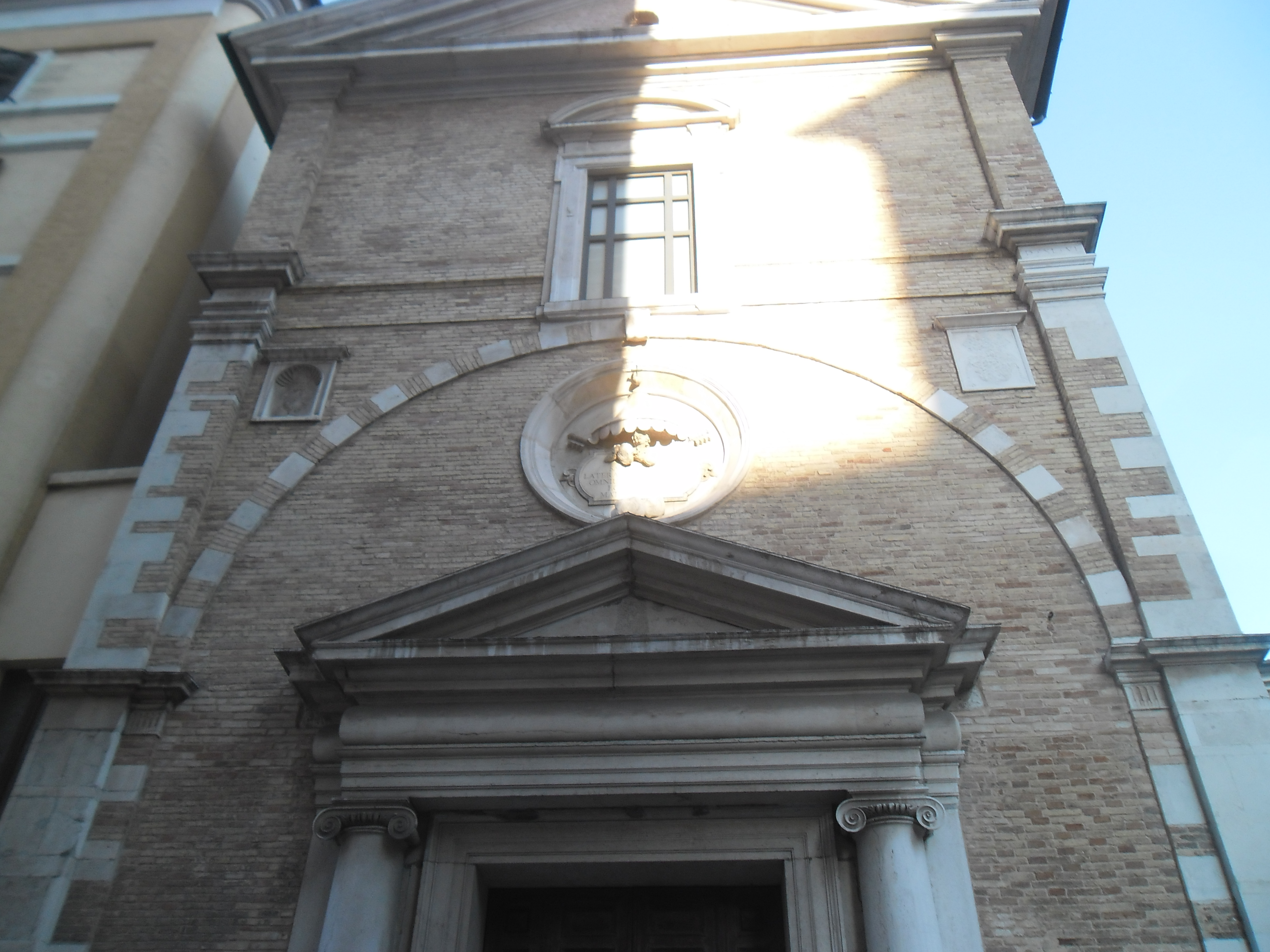
Chiesa del Santissimo Sacramento

L'attuale edificio è originario del 1538 e l'attuale sobria facciata cinquecentesca è l'unico resto del tempio primitivo. Nella iscrizione sopra al portale è documentata la stretta relazione che lega questa chiesa anconitana alla basilica di San Giovanni in Laterano. La chiesa venne quasi completamente ricostruita nella seconda metà del Settecento dall'architetto Francesco Maria Ciaraffoni di Fano, che aggiunse il transetto, il braccio absidale e la cupola ottagonale. In questa occasione venne costruito il caratteristico campanile (1771 - 1776) a due ordini con coronamento ad elica borrominiano, palesemente mutuato dal culmine della chiesa di Sant'Ivo alla Sapienza di Roma.

## Teatro delle Muse

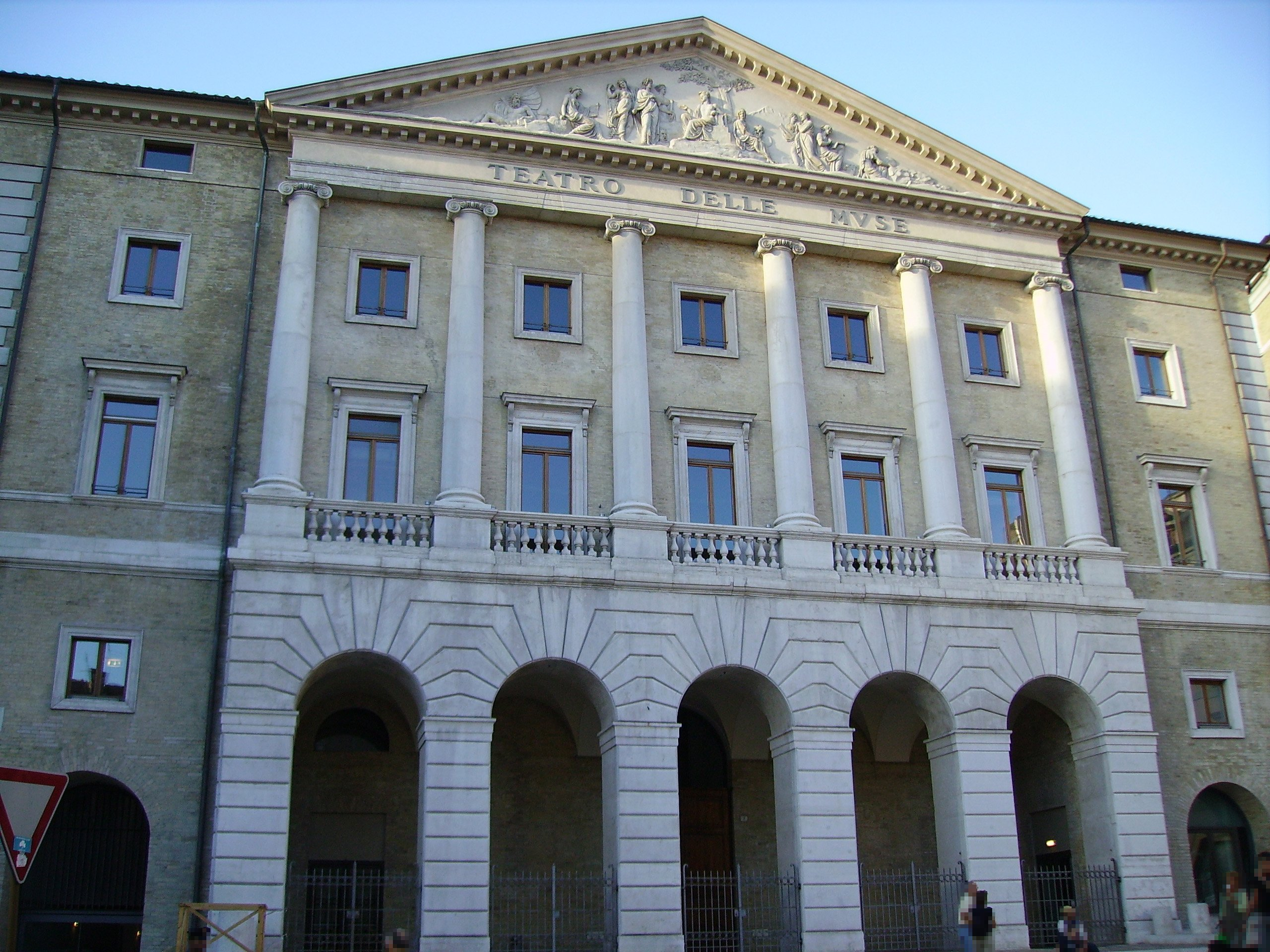
Teatro delle Muse

Il primo edificio in città espressamente destinato ad essere usato come teatro fu inaugurato il 6 maggio 1665 con il nome di Teatro dell'Arsenale con Il Giasone di Cavalli; esso fu distrutto nel novembre 1709 da un grave incendio. Il Teatro della Fenice fu il secondo della città; nel 1714 vi suonava il celebre violinista Giuseppe Tartini che qui elaborò un modo nuovo di suonare il violino scoprendo il fenomeno del terzo suono (toni risultanti o toni di Tartini) ovvero della risonanza della terza nota dell'accordo, quando si fanno sentire le due note superiori.
I lavori per il Teatro delle Muse iniziarono nel 1822 e l'inaugurazione avvenne il 28 aprile 1827 con due opere di Gioachino Rossini: Aureliano in Palmira e Ricciardo e Zoraide. La sala aveva una forma di ferro di cavallo con quattro ordini di palchi ed un loggione, il palco aveva una dimensione di 23 m × 17 m, l'acustica era considerata fra le migliori. Il 1º novembre 1943 un bombardamento dell'aviazione inglese danneggiò la copertura dell'edificio, che dovette interrompere così la sua attività. Il teatro venne finalmente riaperto al pubblico il 13 ottobre 2002, dopo 59 anni. L'evento tanto atteso da tutta la cittadinanza fu sentito dai cittadini come uno storico segno di rinascita culturale e di riscatto.

## Palazzo Trionfi

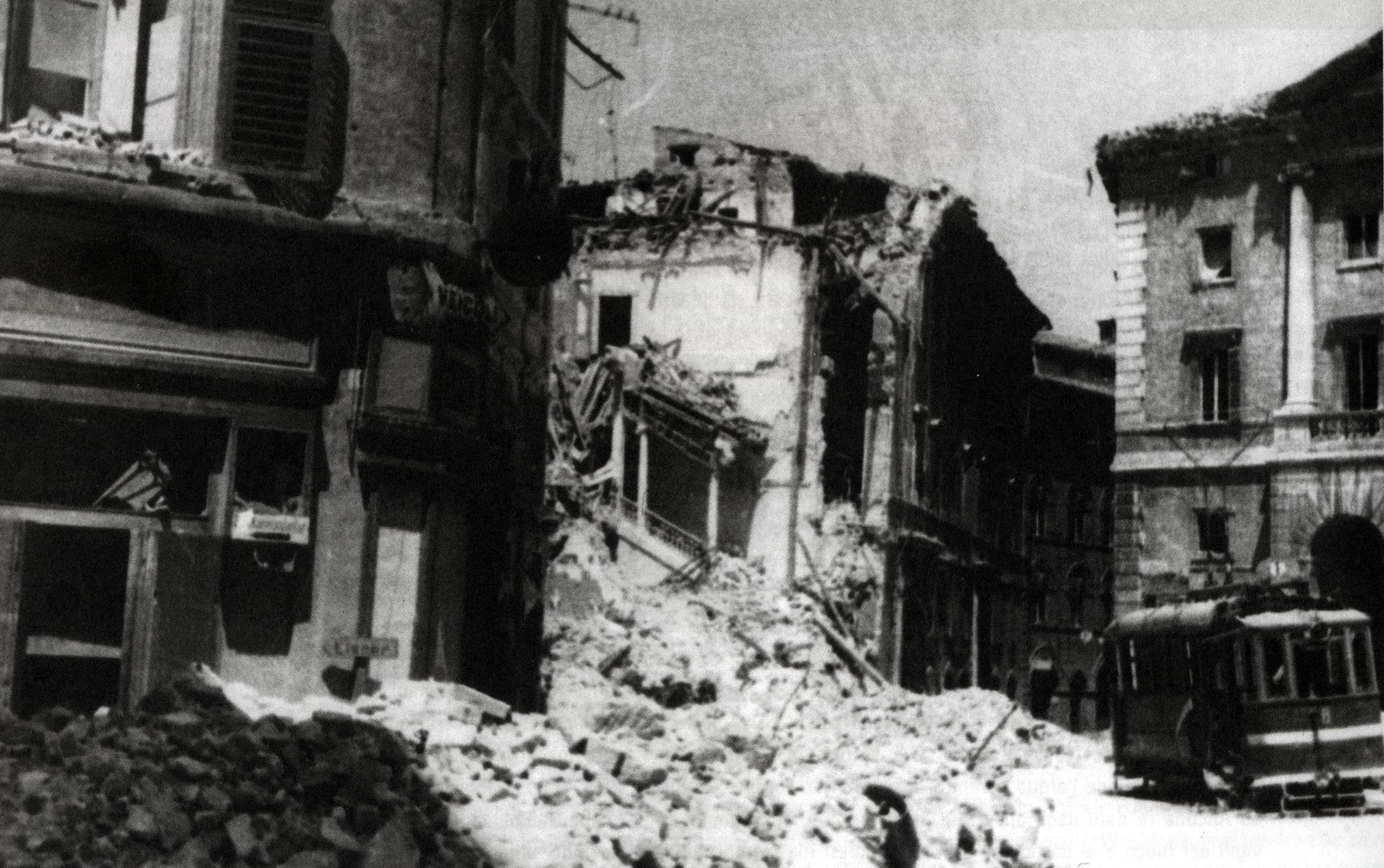
Le macerie di palazzo Trionfi dopo i bombardamenti del 1943

Palazzo Trionfi fu distrutto a seguito dei bombardamenti della Seconda guerra mondiale avvenuti nel 1943; al suo posto fu poi ricostruito l'attuale palazzo, su disegno dell'architetto Gaetano Minnucci, che dal 1956 ospita la sede regionale RAI delle Marche.